# Angelonia alternifolia
Angelonia alternifolia là một loài thực vật có hoa trong họ Mã đề. Loài này được V.C.Souza mô tả khoa học đầu tiên năm 1997.